# Glenea assamana
Glenea assamana é uma espécie de escaravelho da família Cerambycidae. Foi descrita por Stephan von Breuning em 1967.